# جزيرة الطوابية
قرية جزيرة الطوابية هي إحدى القرى التابعة لمركز قنا في محافظة قنا في جمهورية مصر العربية. حسب إحصاءات سنة 2006، بلغ إجمالي السكان في جزيرة الطوابية 9481 نسمة، منهم 4313 رجل و5168 امرأة.